# Fort Saganne
Fort Saganne is een Franse film van Alain Corneau die werd uitgebracht in 1984. 
Het scenario is gebaseerd op de gelijknamige roman (1980) van Louis Gardel. Toen hij in de zalen werd uitgebracht was Fort Saganne de Franse film die met het grootste budget ooit was gedraaid. 

## Verhaal
1911. Charles Saganne, een jongeman afkomstig uit de Ariège, meldt zich vrijwillig aan bij het Franse leger. Hij wordt naar een oase in de Sahara gestuurd waar hij door zijn overste, kolonel Dubreuilh, wordt ingezet in de strijd tegen opstandige volksstammen. Hij blijkt een uitstekend militair te zijn.

## Rolverdeling
| Acteur              | Personage         |
| ------------------- | ----------------- |
| Gérard Depardieu    | Charles Saganne   |
| Philippe Noiret     | kolonel Dubreuilh |
| Catherine Deneuve   | Louise            |
| Sophie Marceau      | Madeleine         |
| Michel Duchaussoy   | Baculard          |
| Jean-Laurent Cochet | Bertozza          |
| Robin Renucci       | Hazan             |
| Jean-Louis Richard  | Flammarin         |
| Roger Dumas         | Vulpi             |
| Hippolyte Girardot  | Courette          |